# Urbanellalala
 Urbanellalala is het 22ste album uit de Belgische stripreeks De avonturen van Urbanus en verscheen in 1989. Het werd getekend door Willy Linthout en bedacht door Urbanus zelf.

## Verhaal
Arbeiders sluiten de riolering op het huis van de familie Urbanus aan, zodat al het rioolwater erin trekt, en het huis ineenzakt. Omdat ze alleen een vergoeding kunnen krijgen als er dodelijke slachtoffers zijn, speelt Urbanus voor dode. Er loopt een en ander mis zodat Urbanus levend begraven wordt, en Cesar en Eufrazie ervan uitgaan dat hij echt dood is. Later blijkt hij echter toch nog te leven. Maar omdat hij officieel dood is, mag hij zich niet meer vertonen, en moet hij zich in een meisje verkleden: Urbanellalala.

## Culturele verwijzingen
- Aan het einde van het album wordt een Urbanusimitatiewedstrijd georganiseerd. Het Negerken covert Hittentit, Dikke Herman Bakske vol met stro en Urbanus (als Urbanellalala) Madammen met een bontjas.